# Felix Hammer
Felix Hammer (* 1957 in Stuttgart) ist ein deutscher Jurist.

## Leben
Nach dem Studium der Rechtswissenschaften in Tübingen und Würzburg, der Promotion zum Dr. iur. 1993 und der Habilitation 1999 ist er seit 2006 außerplanmäßiger Professor für Öffentliches Recht und Kirchenrecht an der Juristischen Fakultät der Universität Tübingen. 1999/2000 vertrat er einen Lehrstuhl für öffentliches Recht und Kirchenrecht an der Ludwig-Maximilians-Universität München. 2001 wurde er Rechtsanwalt. Seit 2002 ist er Justitiar der Diözese Rottenburg-Stuttgart. 2003 wurde er auch Kanzler der Diözesankurie.
Seit dem Studium ist er Mitglied der katholischen Studentenverbindungen KStV Rechberg Tübingen und KStV Normannia Würzburg, beide im KV.

## Schriften (Auswahl)
- Die geschichtliche Entwicklung des Denkmalrechts in Deutschland. Tübingen 1995, ISBN 3-16-146387-0.
- Rechtsfragen der Kirchensteuer. Tübingen 2002, ISBN 3-16-147537-2.
- mit Gerd Hager, Oliver Morlock, Dagmar Zimdars und Dimitrij Davydov: Denkmalrecht Baden-Württemberg. Kommentar. Wiesbaden 2016, ISBN 978-3-8293-1204-2.